# Октябрьовка
Октябрьо́вка (рос. Октябрёвка) — присілок у складі Ішимського району Тюменської області, Росія.
Населення — 56 осіб (2010, 67 у 2002).
Національний склад станом на 2002 рік:
- росіяни — 78 %